# Votations fédérales de 2016 en Suisse
Treize votations fédérales ont été organisées en 2016 en Suisse.

## Mois de février
Le 28 février 2016, quatre objets sont soumis à la votation : trois initiatives populaires et un référendum.
1. L'Initiative populaire « Pour le couple et la famille - Non à la pénalisation du mariage »
  - L'initiative propose d'ajouter un alinéa 2 à l'article 14 de la Constitution fédérale précisant que «  Le mariage est l’union durable et réglementée par la loi d’un homme et d’une femme. Au point de vue fiscal, le mariage constitue une communauté économique. Il ne peut pas être pénalisé par rapport à d’autres modes de vie, notamment en matière d’impôts et d’assurances sociales. ».
2. L'Initiative populaire « Pour le renvoi effectif des étrangers criminels »
  - L'initiative ne propose aucune modification de la Constitution fédérale elle-même, mais demande l'ajout d'un nouveau chapitre 9 à l'article 197 des dispositions transitoires «  en vue d'assurer le renvoi effectif des étrangers criminels ». Ces dispositions précisent les modalités selon lesquelles un étranger doit être expulsé du territoire suisse à la suite d'une ou plusieurs condamnation(s) ainsi que la durée de l'interdiction d'entrée dans le pays pour une durée allant de 5 à 15 ans.
3. L'Initiative populaire « Pas de spéculation sur les denrées alimentaires »
  - L'initiative propose d'ajouter un article 98a à la Constitution fédérale qui demande que « la Confédération légifère sur la lutte contre la spéculation sur les matières premières agricoles et les denrées alimentaires », et ceci en interdisant tout investissement dans ces produits. Elle demande également que le pays « s’engage au niveau international en faveur d’une lutte efficace à l’échelle mondiale contre la spéculation sur les matières premières agricoles et les denrées alimentaires ».
4. Un référendum portant sur la construction du second tunnel routier du Saint-Gothard
  - Le projet de loi permet la construction d’un second tunnel suivie de la réfection du tunnel existant. Ainsi, la liaison routière à travers le Gothard sera maintenue même pendant les travaux. De plus, la loi précise qu’en tout temps une seule voie est ouverte par direction, dans le but de limiter les accidents de collision tels que celui du 24 octobre 2001[1].

### Résultats
| Question                               | Pour      | Pour | Contre    | Contre | Invalide/ blanc | Total     | Inscrits  | Partici- pation | Cantons pour | Cantons pour | Cantons contre | Cantons contre | Résultat |
| Question                               | Votes     | %    | Votes     | %      | Invalide/ blanc | Total     | Inscrits  | Partici- pation | Entiers      | Demi         | Entiers        | Demi           | Résultat |
| -------------------------------------- | --------- | ---- | --------- | ------ | --------------- | --------- | --------- | --------------- | ------------ | ------------ | -------------- | -------------- | -------- |
| Couple et famille                      | 1 609 152 | 49,2 | 1 664 224 | 50,8   | 80 643          | 3 354 019 | 5 302 797 | 63,2            | 15           | 3            | 5              | 3              | Rejetée  |
| Renvoi des étrangers criminels         | 1 375 098 | 41,1 | 1 966 965 | 58,9   | 37 504          | 3 379 567 | 5 302 797 | 63,7            | 3            | 3            | 17             | 3              | Rejetée  |
| Non spéculation sur les denrées        | 1 287 786 | 40,1 | 1 925 937 | 59,9   | 122 455         | 3 336 178 | 5 302 797 | 62,9            | 1            | 1            | 19             | 5              | Rejetée  |
| Second tunnel du Saint-Gothard         | 1 883 859 | 57,0 | 1 420 390 | 43,0   | 61 319          | 3 365 568 | 5 302 797 | 63,5            |              |              |                |                | Acceptée |
| Source: Gouvernement Suisse 1, 2, 3, 4 |           |      |           |        |                 |           |           |                 |              |              |                |                |          |

## Mois de juin
Le 5 juin 2016, cinq objets sont soumis à la votation : trois initiatives populaires et deux référendums.
1. L'initiative populaire « Pour un revenu de base inconditionnel »
  - L'initiative propose d'ajouter un article 110a à la Constitution fédérale qui précise que « la Confédération veille à l’instauration d’un revenu de base inconditionnel », revenu qui doit « permettre à l’ensemble de la population de mener une existence digne et de participer à la vie publique ».
2. L'initiative populaire « Pour un financement équitable des transports »
  - L'initiative propose de modifier l'article 86 de la Constitution fédérale pour préciser que la Confédération affecte le « produit net de l’impôt à la consommation sur les carburants, [..] et le produit net de la redevance pour l’utilisation des routes nationales » en totalité et uniquement à des mesures en faveur de la circulation routière (entretien des autoroutes, participation à l'entretien des routes cantonales, mesures pour améliorer le transport dans les villes, etc.). De même, elle demande également que l’impôt à la consommation sur les carburants d’aviation soit entièrement affecté à des dépenses « liées au trafic aérien ».
3. L'initiative populaire « En faveur du service public »
  - L'initiative propose d'ajouter un article 43b à la Constitution fédérale qui précise que « dans le domaine des prestations de base, la Confédération ne vise pas de but lucratif, ne procède à aucun subventionnement croisé au profit d’autres secteurs de l’administration et ne poursuit pas d’objectif fiscal » et que cette règle s'applique également aux entreprises contrôlées majoritairement par la Confédération. De plus, l'initiative limite les salaires des employés de ces entreprises afin qu'ils « ne soient pas supérieurs à ceux versés aux collaborateurs de l’administration fédérale ».
4. Un référendum portant sur une modification de la loi sur la Procréation médicalement assistée (LPMA)
  - Le projet de loi vise à l'autorisation du diagnostic pré-implantatoire (DPI) : la loi modifiée permettra de réaliser une analyse génétique, à des conditions strictes, sur des embryons issus d’une fécondation artificielle[2].
5. Un référendum portant sur une modification de la loi sur l'asile
  - Le projet de loi vise à une refonte de la loi en question afin de rendre plus rapides les procédures et décisions concernant les demandeurs d'asiles[3].

### Résultats
| Question                                     | Pour      | Pour | Contre    | Contre | Invalide/ blanc | Total     | Inscrits  | Partici- pation | Cantons pour | Cantons pour | Cantons contre | Cantons contre | Résultat |
| Question                                     | Votes     | %    | Votes     | %      | Invalide/ blanc | Total     | Inscrits  | Partici- pation | Entiers      | Demi         | Entiers        | Demi           | Résultat |
| -------------------------------------------- | --------- | ---- | --------- | ------ | --------------- | --------- | --------- | --------------- | ------------ | ------------ | -------------- | -------------- | -------- |
| Revenu de base                               | 568 660   | 23,1 | 189 728   | 76,9   | 28 660          | 2 494 848 | 5 313 442 | 46,95           | 0            | 0            | 20             | 6              | Rejetée  |
| Financement des transports                   | 709 974   | 29,2 | 1 719 661 | 70,8   | 55 749          | 2 485 384 | 5 313 442 | 46,78           | 0            | 0            | 20             | 6              | Rejetée  |
| Service public                               | 784 303   | 32,4 | 1 637 707 | 67,6   | 62 997          | 2 485 007 | 5 313 442 | 46,77           | 0            | 0            | 20             | 6              | Rejetée  |
| Loi sur la procréation médicalement assistée | 1 490 417 | 62,4 | 897 318   | 37,6   | 92 610          | 2 480 345 | 5 313 442 | 46,68           |              |              |                |                | Acceptée |
| Loi sur l'asile                              | 1 616 597 | 66,8 | 804 086   | 33,2   | 65 349          | 2 486 032 | 5 313 442 | 46,79           | Acceptée     |              |                |                |          |
| Source: Gouvernement Suisse 1, 2, 3, 4, 5    |           |      |           |        |                 |           |           |                 |              |              |                |                |          |

## Mois de septembre
Le 25 septembre 2016, trois objets sont soumis à la votation : Deux initiatives populaires et un référendum.
1. L'Initiative populaire « Pour une économie durable et fondée sur une gestion efficiente des ressources » (économie verte) »
  - L’initiative demande que la Confédération, les cantons et les communes « prennent des mesures permettant à l’économie d’utiliser efficacement les ressources et de ménager l’environnement autant que possible. » Le projet propose également que le pays réduise sa consommation des ressources de manière que d'ici à 2050 sa population, extrapolée au niveau mondial, ne dépasse pas un équivalent planète.
2. L'Initiative populaire « AVSplus: pour une AVS forte » (système des retraites)
  - L’initiative demande que toutes les rentes de l'Assurance-vieillesse et survivants, actuelles et futures, soient relevées de 10 %.
3. Un référendum portant sur une modification de la loi sur le renseignement (LRens)
  - La nouvelle loi donne au Service de renseignement de la Confédération (SRC) « des moyens adaptés à notre temps pour déceler les menaces et garantir la sécurité. » Le contrôle sur le SRC est en parallèle renforcé[4].

### Résultats
| Question                            | Pour      | Pour | Contre    | Contre | Invalide/ blanc | Total     | Inscrits  | Partici- pation | Cantons pour | Cantons pour | Cantons contre | Cantons contre | Résultat |
| Question                            | Votes     | %    | Votes     | %      | Invalide/ blanc | Total     | Inscrits  | Partici- pation | Entiers      | Demi         | Entiers        | Demi           | Résultat |
| ----------------------------------- | --------- | ---- | --------- | ------ | --------------- | --------- | --------- | --------------- | ------------ | ------------ | -------------- | -------------- | -------- |
| Économie verte                      | 819 770   | 36,4 | 1 430 276 | 63,6   | 41 427          | 2 291 470 | 5 329 183 | 43,00%          | 1            | 0            | 19             | 6              | Rejetée  |
| AVSplus                             | 921 375   | 40,6 | 1 348 032 | 59,4   | 29 085          | 2 298 492 | 5 329 183 | 43,13 %         | 5            | 0            | 15             | 6              | Rejetée  |
| Loi sur le renseignement            | 1 459 068 | 65,5 | 768 065   | 34,5   | 61 416          | 2 288 549 | 5 329 183 | 42,94 %         |              |              |                |                | Acceptée |
| Source: Gouvernement Suisse 1, 2, 3 |           |      |           |        |                 |           |           |                 |              |              |                |                |          |

## Mois de novembre
Le 27 novembre 2016, une seule votation a lieu, sur une initiative populaire.
1. L'Initiative populaire « Pour la sortie programmée de l'énergie nucléaire »
  - L'initiative, lancée par les Verts (Suisse) avec le soutien du Parti socialiste suisse au lendemain de la catastrophe de Fukushima[5], propose l'interdiction de l'exploitation de centrales nucléaires de plus de 45 ans. Or l'industrie nucléaire en Suisse comporte 4 centrales : Beznau (47 ans), Gösgen (37 ans), Leibstadt (32 ans) et Mühleberg (44 ans). De même, l'initiative propose un tournant énergétique basé sur des économies d'énergie, l'efficience énergétique et le développement des énergies renouvelables. L'initiative vise donc à fermer les cinq centrales nucléaires suisses dans moins de 13 ans, soit d'ici à 2029 au plus tard[6].

### Résultats
| Question                       | Pour      | Pour | Contre    | Contre | Blancs | Nuls  | Total     | Inscrits  | Partici- pation | Cantons pour | Cantons pour | Cantons contre | Cantons contre |
| Question                       | Votes     | %    | Votes     | %      | Blancs | Nuls  | Total     | Inscrits  | Partici- pation | Entiers      | Demi         | Entiers        | Demi           |
| ------------------------------ | --------- | ---- | --------- | ------ | ------ | ----- | --------- | --------- | --------------- | ------------ | ------------ | -------------- | -------------- |
| Sortie du nucléaire            | 1 099 409 | 45,8 | 1 300 860 | 54,2   | 14 289 | 7 440 | 2 421 998 | 5 336 711 | 45,38%          | 4            | 2            | 16             | 4              |
| Source : Gouvernement Suisse 1 |           |      |           |        |        |       |           |           |                 |              |              |                |                |